# Landsrådet för Sveriges Ungdomsorganisationer
Landsrådet för Sveriges Ungdomsorganisationer (LSU), är en  partipolitiskt och religiöst obunden samarbetsorganisation för svenska ungdomsorganisationer. LSU utvecklar unga ledare och deras organisationer samt arbetar för att förbättra ungdomsorganisationers villkor i Sverige och världen. Medlemmar i LSU är 83 ungdomsorganisationer, varav majoriteten organiserar unga utifrån hobby eller ställningstagande, tio procent utifrån etnicitet eller religion och tio procent utifrån funktionsnedsättning.
Landsrådet för Sveriges Ungdomsorganisationer har sina rötter i den 1942 bildade Sveriges Ungdomsberedskap, som fanns i folkförsörjningens tjänst ("ett samarbetsorgan mellan riksorganisationer och myndigheter, med uppgift att i folkförsörjningens kritiska läge stärka den svenska ungdomens vilja till insatser på försörjningens område”). Prins Gustav Adolf  var den förste ordföranden 1942–1947 och efterträddes av Gunnar Sträng 1947–1950. År 1948 hade Sveriges Ungdomsberedskap 48 medlemsorganisationer.
1949 bildas Sveriges Ungdomorganisationers Landsråd (SUL) som ett forum för ungdomsorganisationer, framför allt de partipolitiska, för att gemensamt arbeta med internationella frågor och överbrygga internationella motsättningar i samband med kalla kriget. De partipolitiska ungdomsförbunden dominerade arbetet under många år.
På 1990-talet förändrades arbetet och de partipolitiska ungdomsförbundens dominans minskade. Istället ökade engagemanget från andra ungdomsorganisationer, exempelvis Svenska Scoutförbundet, Röda Korsets Ungdomsförbund, Ungdomens Nykterhetsförbund, Sveriges Elevkårer, Sveriges elevråd - SVEA, Svenska muslimer för fred och rättvisa och Sveriges Unga Katoliker. Rollen som en plattform för ungdomsorganisationer att få representation i internationella sammanhang såsom Europarådet, FN och EU kvarstod, medan också det ömsesidiga samarbetet med ungdomsorganisationer i utvecklingsländer ökade. Frågor som ledarskapsutveckling, organisationsutveckling och gemensam påverkan för att stärka villkoren för ungas organisering i Sverige fick också större betydelse.

## Kritik
Ett par medlemsorganisationer uttryckte kritik för LSU:s påverkansarbete, då frågor organisationen lyft för debatt allt mer uppmärksammats i media. Detta ledde till att Moderata Ungdomsförbundet lämnade organisationen 2001 och att fem partipolitiska ungdomsförbund aviserade i februari 2009 att de övervägde lämna LSU om organisationen fortsatte att driva frågor med ett ungdomsperspektiv.

## Ordförande
- Åke Sundelin (Svenska Scoutunionen) 1950–1954
- Thore Petersson (Svenska Landsbygdens Ungdomsförbund) 1954–1958
- David Wirmark (FPU) 1958–1959
- Verner Helte (Högerns Ungdomsförbund) 1959–1961
- Kurt Kristiansson (SSU) 1961–1964
- Gösta Gunnarsson (CUF) 1964–1967
- Håkan Mankefors (FPU) 1967–1968
- Birger Hultman (Högerns Ungdomsförbund) 1968–1969
- Torbjörn Olsson (SSU) 1969–1970
- Pär Granstedt (CUF) 1970–1972
- Lennart Rohdin (FPU) 1972–1974
- Thomas Thiel (MUF) 1974–1975
- Bosse Sundling (SSU) 1975–1977
- Guy Ehrling (CUF) 1977–1979
- Kjell Westerberg 1979–1981
- Anna Lindh (SSU) 1981–1983
- Jan Björinge (CUF) 1983–1985
- Lars Granath (FPU) 1985–1987
- Kent Carlsson (SSU) 1987–1989
- Anders Jonsson (CUF) 1989–1991
- Mats Sahlin (LUF) 1991-1993
- Carin Jämtin (SSU) 1993–1995
- Johan Strid (Svenska Scoutförbundet) 1995–1997
- Malin Berggren (Peacequest) 1997–2000
- Sebastian Giwa (Sveriges Elevråd - SVEA) 2000–2002
- Åsa Bjering (Sveriges Elevråd - SVEA och Peacequest) 2002–2006
- Hanna Hallin (Röda Korsets Ungdomsförbund) 2006–2009
- Seher Yilmaz (Grön Ungdom) 2010-2011[3]
- Felix König (RFSL Ungdom) 2012–2014
- Rebecka Prentell (Sverok) 2015–2017
- Rosaline Marbinah (Utrikespolitiska förbundet Sverige) 2018–2021
- Noura Berrouba (Europeiska Ungdomsparlamentet Sverige) 2022–2025
- Sigge Eriksson (tillförordnad) (Sveriges ungdomsråd) 2025-[4]

## Handläggande sekreterare/generalsekreterare
- Bo Petersson, sekreterare (1958–1960)[5]
- Gunnel Mellberg, sekreterare (1960–1962)
- Rune Lithbom, generalsekreterare (1962–1965)
- Annie Marie Sundbom, generalsekreterare (1965–1967)
- Sven Torgny, generalsekreterare (1967–1970)
- Agneta Wirrman, generalsekreterare (1970–1973)
- Per-Uno Frank, generalsekreterare (1973–1976)
- Margareta Grape, generalsekreterare (1976–1978)
- Håkan Larsson (1978–1980) och Robert Rydberg (1978–1984), generalsekreterare
- Robert Rydberg (1978–1984) och Richard Appelbom (1980–1982), generalsekreterare
- Ann Linde (1984–1988) och Elisabeth Dahlin (1984–1986), generalsekreterare
- Håkan Ekengren och Lars Henrik Andersson (1986–1988), handläggande sekreterare
- Thomas Johansson (1988–1990), handläggande sekreterare
- Birgitta Svensson, generalsekreterare (1990-1993)
- Björn Mellstrand, generalsekreterare (1993–1996)
- Lotta Axelsson, generalsekreterare (1996–1998)
- Henrik Ehrenberg (dåvarande Gustafsson), generalsekreterare (1998–2000)
- Minna Nyman, generalsekreterare (2000–2002)
- Soledad Piñero Misa, generalsekreterare (2002–2003)
- Anders Hultman (2003), generalsekreterare
- Mattias Schain, generalsekreterare (2003–2004)
- Richard Bengtsson, generalsekreterare (2004–2009)
- Per Olsson Fridh (då Olsson), tillförordnad generalsekreterare  (2009)
- Moa Wallgård, generalsekreterare (2010–2013)
- Hannah Andrén, generalsekreterare(2013–2015)
- My Malmeström Sobelius, generalsekreterare (2015–2016)
- Jonas Edgren, generalsekreterare (2016–2017)
- Hannah Kroksson, generalsekreterare (2017–2023)
- Martin Kihlström, interim kanslichef (2023-)